# Kuzushi
Es un principio dinámico de las artes marciales japonesas, en especial del Judo y del taijutsu que enseña la Bujinkan para el aprovechamiento eficiente de la fuerza. Se trata del uso del desequilibrio para realizar la proyección con la menor cantidad de esfuerzo posible. 
En el marco de la realización de una técnica, la desestabilización del centro de gravedad del adversario es considerado Kuzushi.  
El kuzushi se realiza mediante esfuerzos de tracción o empuje con todo el cuerpo, no solo con los brazos, y en ocasiones, la combinación de varios esfuerzos. Por ejemplo, empujar y soltar, empujar y soltar, y entonces empujar y tirar, en búsqueda de una reacción en el adversario que permita la realización fluida de la proyección. 
La dirección en la que se realiza el kuzushi determina qué técnicas se pueden realizar con eficiencia.
En la Bujinkan el concepto de Kuzushi es un poco más complicado de entender porque enseña que este no solo puede ser físico sino también interno y que pueden ser combinados al mismo tiempo, por lo que es necesario un profundo entrenamiento para comprenderlo y aplicarlo.
- Datos: Q4244441